# Pietro Gualdi
Pedro Gualdi o Pietro Gualdi (Carpi, Modena, Italia, 2 de julio de 1808-Nueva Orleans, 4 de enero de 1857) fue un pintor de paisaje, arquitecto, artista, litógrafo italiano, conocido por su actividad en México (ca. 1838) y Nueva Orleans (ca. 1851-1857).

## Carrera artística

### En México

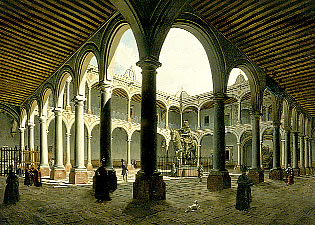
Pedro Gualdi. Interior de la Real y Pontificia Universidad de México, ca. 1840.

Su carrera comenzó en Milán, donde estudió perspectiva, pintura y diseño escenográfico en la Academia de Artes de Milán, alrededor de 1834. Como pintor escenográfico, acompañó a la ópera italiana en México alrededor de 1838, donde permaneció por casi una década. En México, fue conocido como Pedro Gualdi, y se convirtió en un prolífico pintor de arquitectura, de viñetas, paisajes y escenarios de la Ciudad de México. Realizó un álbum de litografías denominado Monumentos de Méjico..., que imprimieron Auguste Massé, Joseph Decaen y Julio Michaud en 1841, siendo el primero en su tipo en México. También realizó litografías individuales. Enseñó perspectiva en la Academia de San Carlos en la Ciudad de México, en 1850.

### En Nueva Orleans
Probablemente se mudó a Nueva Orleans en 1851 y para 1854 creó una obra panorámica en óleo, la cual medía 20 por 128 pies y fue exhibida en un edificio temporal en forma de octágono que él mismo diseñó, se encontraba en la esquina de las calles St. Charles y Poydras. En los meses de enero y marzo de 1853 realizó una viñeta sobre la torre del Templo de San Patricio. La primera  iglesia presbiteriana de Nueva Orleans contrató a Gualdi como su artista en 1855. Su última obra conocida fue un diseño para la tumba para la Italian Mutual Benevolent Society en el cementerio St.Louis I. Gualdi murió en Nueva Orleans en 1857, y fue enterrado en la tumba monumental que él mismo diseñó.

## Obras

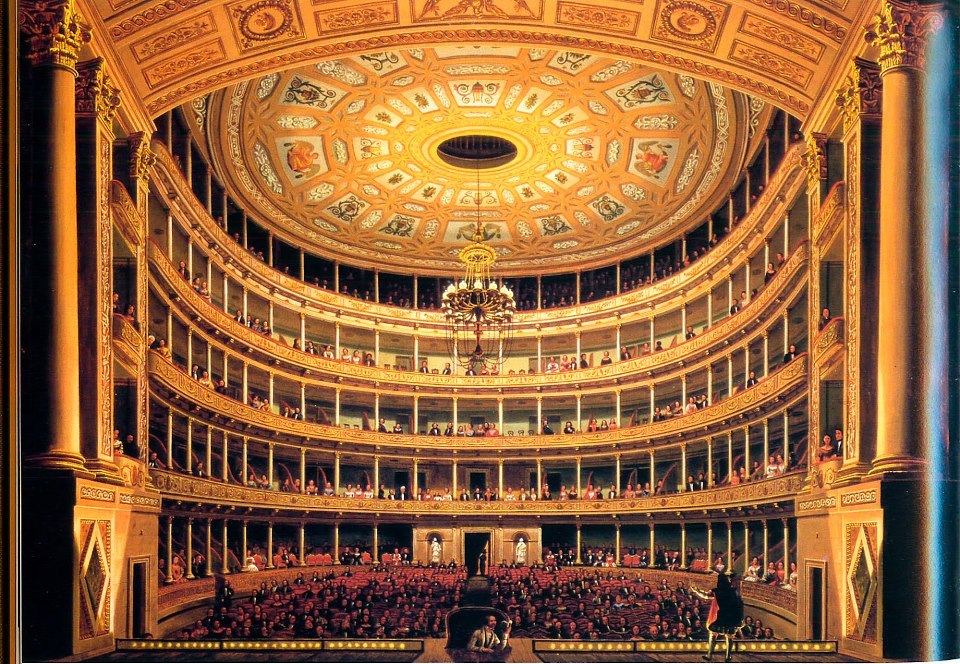
Sala de espectáculos del Gran Teatro Nacional de México, Colección Banamex, Palacio de los Condes de San Mateo de Valparaiso, Ciudad de México

- Interno della chiesa di S. Nicolò a Carpi (Interior de la iglesia de San Nicolás en Carpi), 1831, Musei Palazzo dei Pio, Carpi
- Patio de la Hacienda de Proaño, 1840, Museo Nacional de Historia, Castillo de Chapultepec, Ciudad de México
- Interior de la Catedral de México, 1840, Museo Nacional de Historia, Castillo de Chapultepec, Ciudad de México
- Monumentos de México, tomados del natural y litografiados por Pedro Gualdi pintor de perspectiva obsequio a los señores abonados, 1841, Imprenta Litográfica de [Agustín] Massé y [Jean] Decaen Callejón de S. Clara No. 8.[3]
- Vista noroeste de la Ciudad de México, 1842, Museo Franz Mayer, Ciudad de México
- Vista suroeste de la Ciudad de México, 1842, Museo Franz Mayer, Ciudad de México
- Fachada del Gran Teatro Nacional, c.1847, Colección Banamex, Ciudad de México
- Sala de espectáculos del Gran Teatro Nacional, c.1847, Colección Banamex, Ciudad de México
- La Catedral de México al atardecer, 1850, Museo Nacional de Historia, Castillo de Chapultepec, Ciudad de México
- La plaza de Santo Domingo, c. 1850, Museo Kaluz, Ciudad de México
- Claustro del convento de Nuestra Señora de la Merced, c. 1850, Museo Soumaya, Ciudad de México[4]